# Gerhard Hanloser
Gerhard Walter Hanloser (* 1972) ist ein Publizist und Lehrer aus Freiburg im Breisgau, der in Berlin lebt.

## Leben
Hanloser hat Soziologie und Geschichte in Freiburg studiert. Er schrieb in zahlreichen Zeitungen und Zeitschriften, etwa in junge Welt, Jungle World, Blätter des iz3w, Neues Deutschland, wildcat, Stattzeitung für Südbaden. Historische Beiträge finden sich in: Archiv für die Geschichte des Widerstands und der Arbeit und in Sozial.Geschichte Online.
Er veröffentlichte zahlreiche Artikel und Bücher zu den Themenbereichen marxistische und Kritische Theorie, Theorien des Antagonismus, Geschichte und Kritik linker Bewegungen und zum Thema Antisemitismus.
An der Freiburger Fachakademie zur Ausbildung für Gemeindereferentinnen und Gemeindereferenten (Margarete Ruckmich Haus) war er von 2002 bis 2012 Dozent für Religionssoziologie.
Er wurde bekannt als Historiker der neuen Linken und Kritiker der „Antideutschen“ und beteiligt sich an der Debatte über den „linken Antisemitismus“. Hanloser arbeitet seit 2013 als Lehrer für Geschichte, Deutsch und Gemeinschaftskunde an einer Berliner Gesamtschule.

## Veröffentlichungen

### Als Autor
- Krise und Antisemitismus. Eine Geschichte in drei Stationen von der Gründerzeit über die Weltwirtschaftskrise bis heute. Unrast Verlag, Münster 2003, ISBN 3-89771-423-X.
- „Sie warn die Antideutschesten der deutschen Linken.“ Zu Geschichte, Kritik und Zukunft antideutscher Politik. Unrast, Münster 2004, ISBN 3-89771-432-9.
- Kritik des Kapitals. Texte und Polemiken. Syndikat-A Verlag, Moers 2006, ISBN 3-9810846-1-6.
- mit Karl Reitter: Der bewegte Marx. Eine einführende Kritik des Zirkulationsmarxismus. Unrast, Münster 2008, ISBN 978-3-89771-486-1.

- Lektüre & Revolte. Der Textfundus der 68er-Fundamentalopposition. Unrast, Münster 2017, ISBN 978-3-89771-246-1.
- Die andere Querfront. Skizzen des antideutschen Betrugs. Unrast, Münster 2019, ISBN 978-3-89771-273-7.

### Als Herausgeber
- als Hg.: Deutschland.Kritik. Unrast, Münster 2015, ISBN 978-3-89771-575-2.*
- als Hg.: Linker Antisemitismus? Mandelbaum, Wien 2020, ISBN 978-3-85476-691-9.
- als Hg.: Identität & Politik. Kritisches zu linken Positionierungen. Mandelbaum, Wien 2022, ISBN 978-3-85476-917-0.
- Anne Seeck, Peter Nowak, Harald Rein: KlassenLos – Sozialer Widerstand von Hartz IV bis zu den Teuerungsprotesten, Die Buchmacherei, Berlin 2023, ISBN 978-3-9825440-4-5.